# ياسوتاكا يوشياما
ياسوتاكا يوشياما (باليابانية: 内山靖崇) مواليد 5 أغسطس 1992 في سابورو، هو لاعب كرة مضرب ياباني يلعب باليد اليمنى ويحتل حالياً المرتبة رقم. 257 (29 فبراير 2016) في تصنيف رابطة محترفي كرة المضرب. أعلى تصنيف له في الفردي كان المركز الـ 211 في سنة 2015. أعلى تصنيف له في الزوجي كان المركز الـ 177 في سنة 2014.

## النهائيات

### الفردي: 1 (الوصافة 1)
| الحصيلة | الرقم | التاريخ      | الدورة                      | الأرضية | المنافس    | النتيجة       |
| ------- | ----- | ------------ | --------------------------- | ------- | ---------- | ------------- |
| الوصافة | 1.    | 2 أغسطس 2015 | لكسينجتون، الولايات المتحدة | صلبة    | جون ميلمان | 3-6, 6-3, 4-6 |

### الزوجي: 6 (الألقاب 2, الوصافة 4)
| الحصيلة | الرقم | التاريخ        | الدورة                 | الأرضية | الشريك         | المنافس                             | النتيجة                |
| ------- | ----- | -------------- | ---------------------- | ------- | -------------- | ----------------------------------- | ---------------------- |
| الوصافة | 1.    | 19 أغسطس 2012  | كارشي، أوزبكستان       | صلبة    | بريدان كلاين   | لي هسين هان بينغ هسين ليين          | 6–7 (5–7), 6–4, [4–10] |
| الوصافة | 2.    | 12 مايو 2013   | كونمينغ، الصين         | صلبة    | جو سويدا       | صامويل غروث جون باتريك سميث         | 4–6, 1–6               |
| الفوز   | 1.    | 26 يناير 2014  | ماوي، الولايات المتحدة | صلبة    | دينيس كادلا    | دانيال كوساكوسكي نيكولاس مايستر     | 6–3, 6–2               |
| الفوز   | 2.    | 23 نوفمبر 2014 | تويوتا، اليابان        | سجاد    | توشيهيد ماتسوي | بومبي ساتو يانغ تسونغ هوا           | 7-6 (8–6), 6-2         |
| الوصافة | 3.    | 1 مارس 2015    | كيوتو، اليابان         | سجاد    | جو سويدا       | بنيامين ميتشل جوردان طومسون         | 3-6, 2-6               |
| الوصافة | 4.    | 12 أبريل 2015  | سانت بريوك، فرنسا      | صلبة    | أندري كاباس    | غريغوار بركوير أليكساندر سايدورنيكو | 3-6, 4-6               |

## روابط خارجية
- ياسوتاكا يوشياما على موقع رابطة محترفي التنس (الإنجليزية)
- ياسوتاكا يوشياما على موقع الاتحاد الدولي لكرة المضرب (الإنجليزية)
- ياسوتاكا يوشياما على موقع كأس ديفيز (الإنجليزية)
- ياسوتاكا يوشياما على موقع خلاصة التنس.كوم (الإنجليزية)
- ياسوتاكا يوشياما على موقع إي إس بي إن.كوم (الإنجليزية)
- ياسوتاكا يوشياما على موقع أوليمبيديا (الإنجليزية)